# Claudette Gagnon Dionne
Pour les articles homonymes, voir Gagnon et Dionne.
Claudette Gagnon Dionne est une travailleuse sociale québécoise née à Québec le 10 juin 1937. Elle est l'épouse du Dr Louis Dionne. Elle est impliquée à la Maison Michel-Sarrazin, une maison pour les malades en phase terminale.

## Honneurs
- 1996 - Chevalier de l'Ordre national du Québec
- 1999 - Membre de l'Académie des Grands Québécois